# Puente Nuevo
Puente Nuevo (phát âm tiếng Tây Ban Nha: [ˈpwente ˈnweβo], "Cầu mới") là cây cầu bắc qua vực thẳm sâu 120 mét (390 ft), phía dưới là sông Guadalevín và hẻm núi El Tajo, nối liền 2 phần của thành phố Ronda, miền nam Tây Ban Nha, dài 66  m, nối liền khu phố cổ La Ciudad với huyện mới El Mercadillo. Kiến trúc sư của cầu là José Martin de Aldehuela, người xây dựng chính là Juan Antonio Díaz Machuca. Đây là cầu mới nhất và lớn nhất  trong ba cây cầu bắc qua hẻm núi này.
Cầu khởi công xây dựng vào năm 1751 như một cây cầu đá với ba vòm, hoàn thành năm 1793 mất 34 năm để xây dựng. Trên vòm trung tâm cầu có một căn phòng được sử dụng cho nhiều mục đích khác nhau, trong đó có thời gian được dùng làm nhà tù. Căn phòng bây giờ được đùng làm phòng triển lãm mô tả lịch sử của cây cầu và quá trình xây dựng.
Trong cuộc nội chiến Tây Ban Nha,  có những lời đồn rằng trong cuộc Nội chiến những người theo phe Quốc gia đã ném những người ủng hộ phe Cộng hoà xuống dưới hẻm núi El Tajo. Mặt khác, chính quyền xác nhận những hành động tàn bạo của những người Cộng hoà chống lại những người Quốc gia tại Ronda.
Trước đó, đã có một cây cầu xây dựng  vào năm 1735, đây là nỗ lực đầu tiên vượt qua hẻm núi ở độ cao này và được hoàn thành bởi kiến trúc sư Jose Garcia và Juan Camacho bằng cách sử dụng thiết kế vòm đơn. Cây cầu này đã được xây dựng nhanh chóng và chất lượng kém nên vào năm 1741 toàn bộ cây cầu sụp đổ dẫn đến cái chết của 50 người.

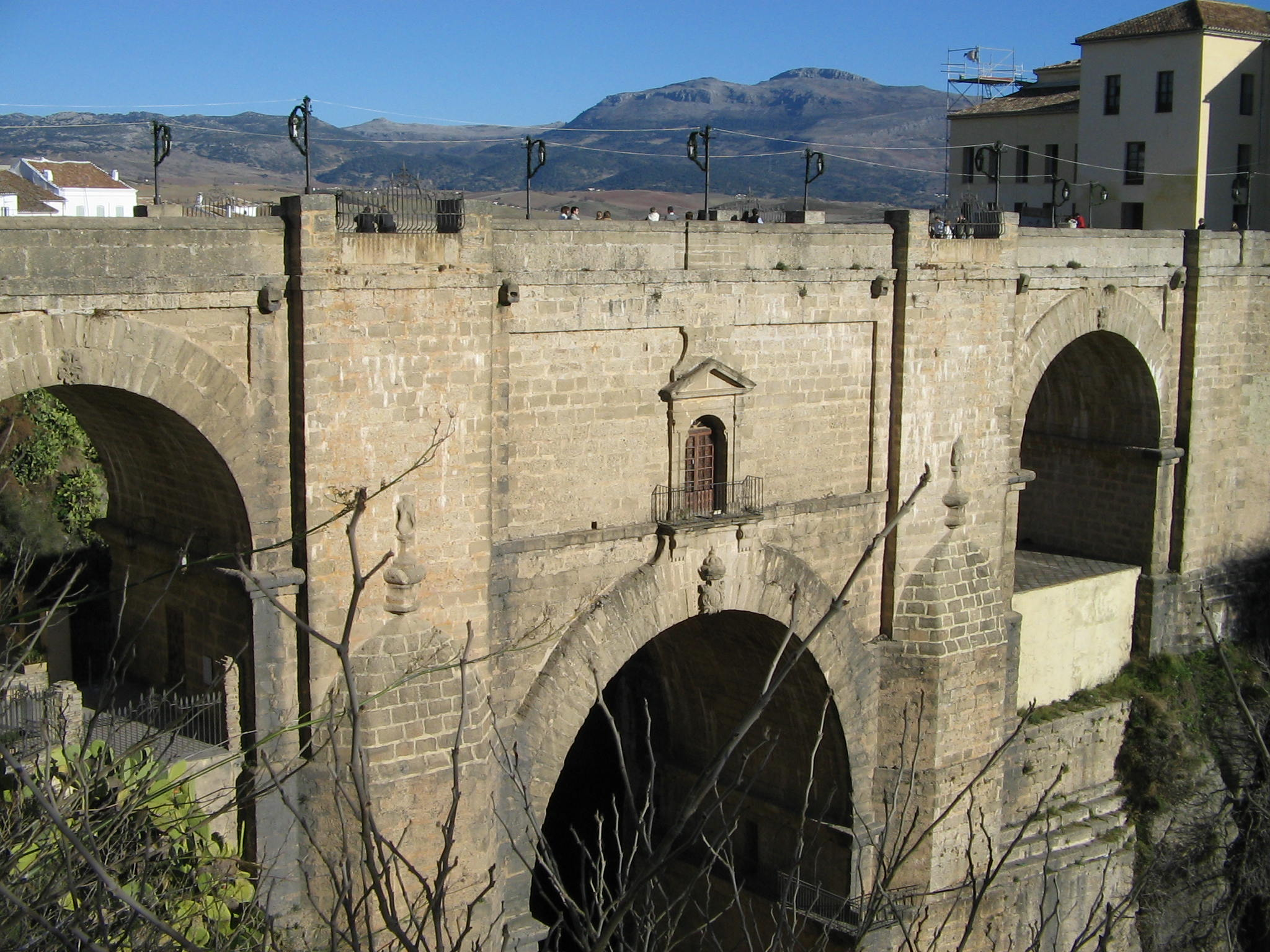
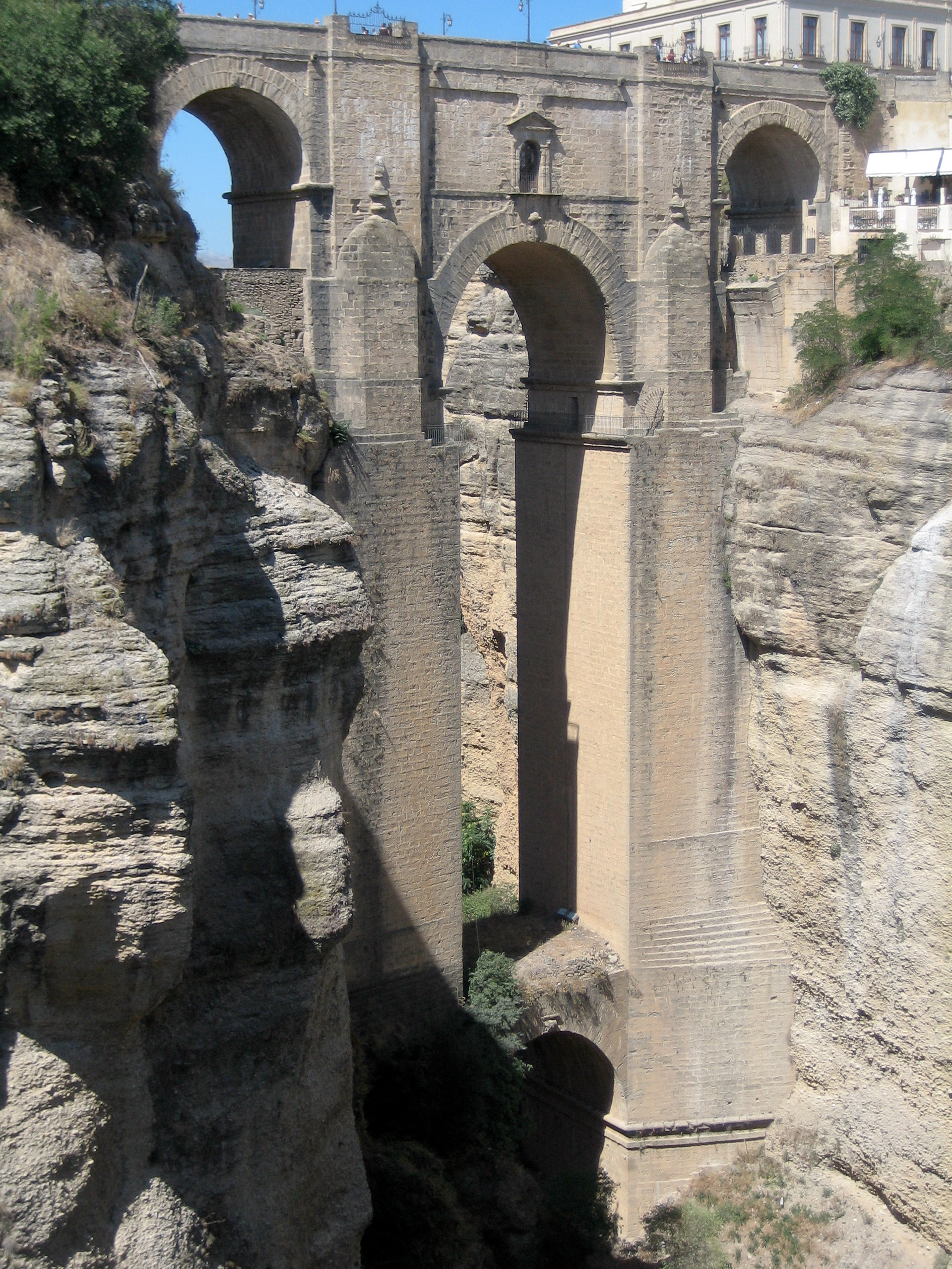
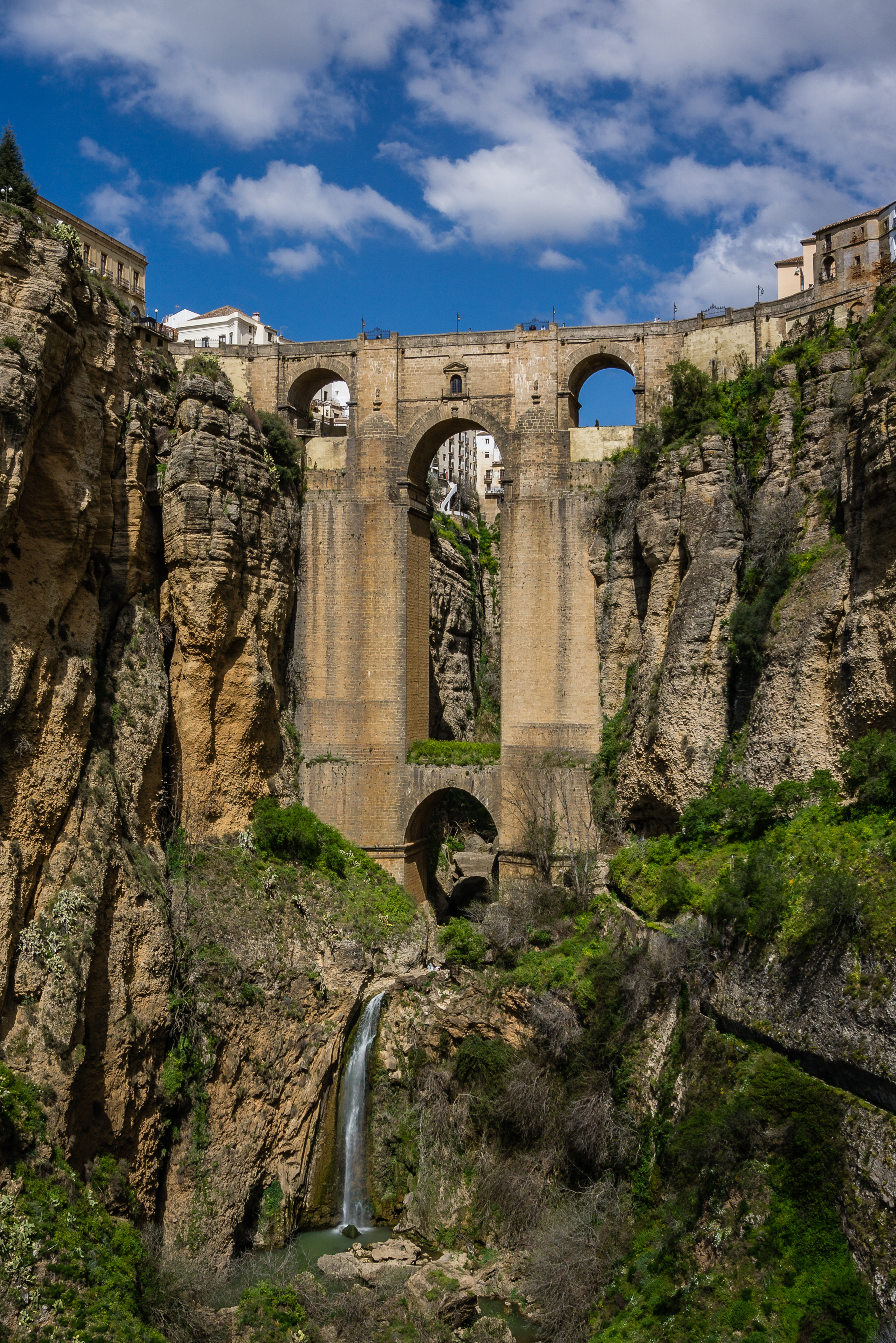
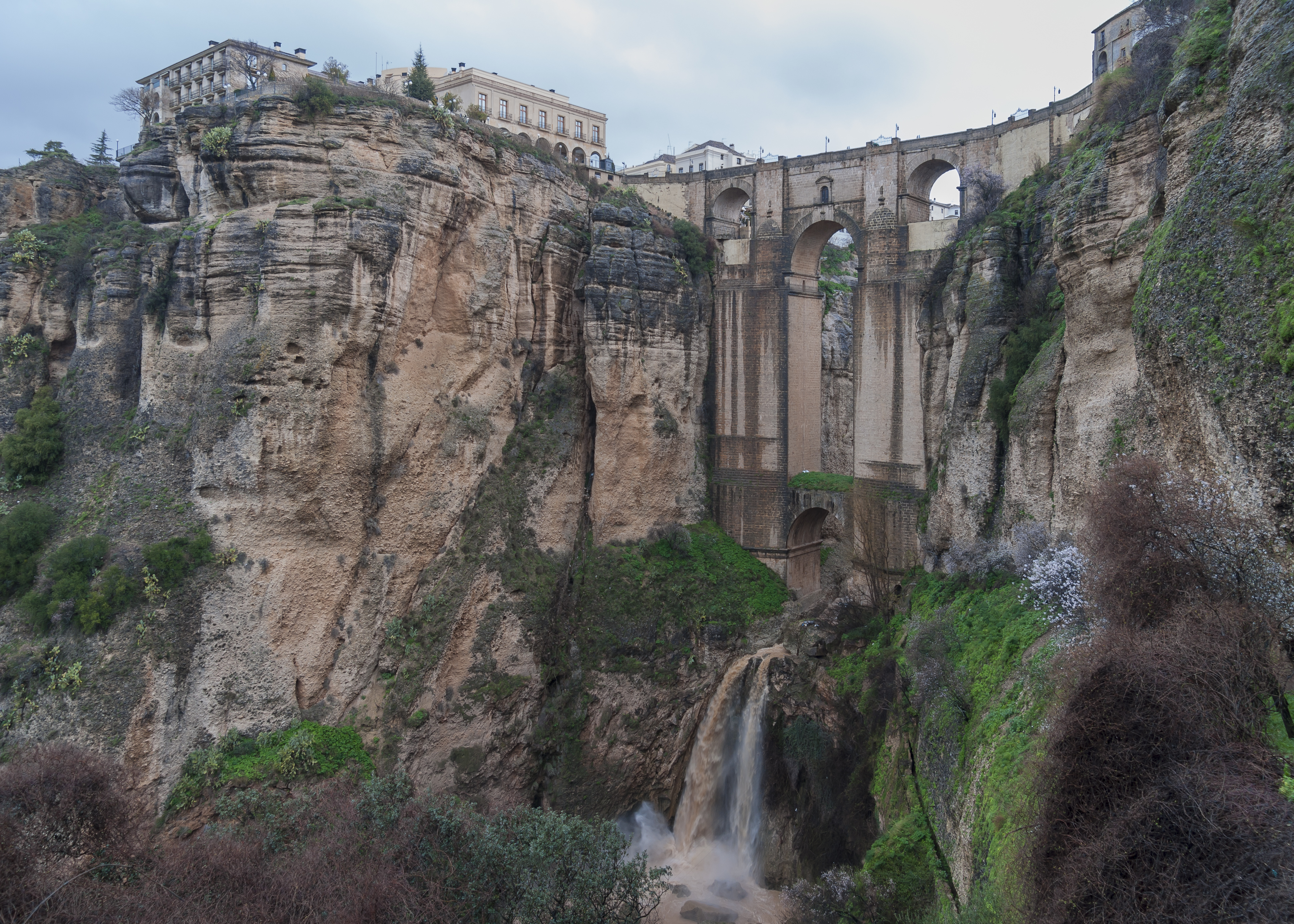
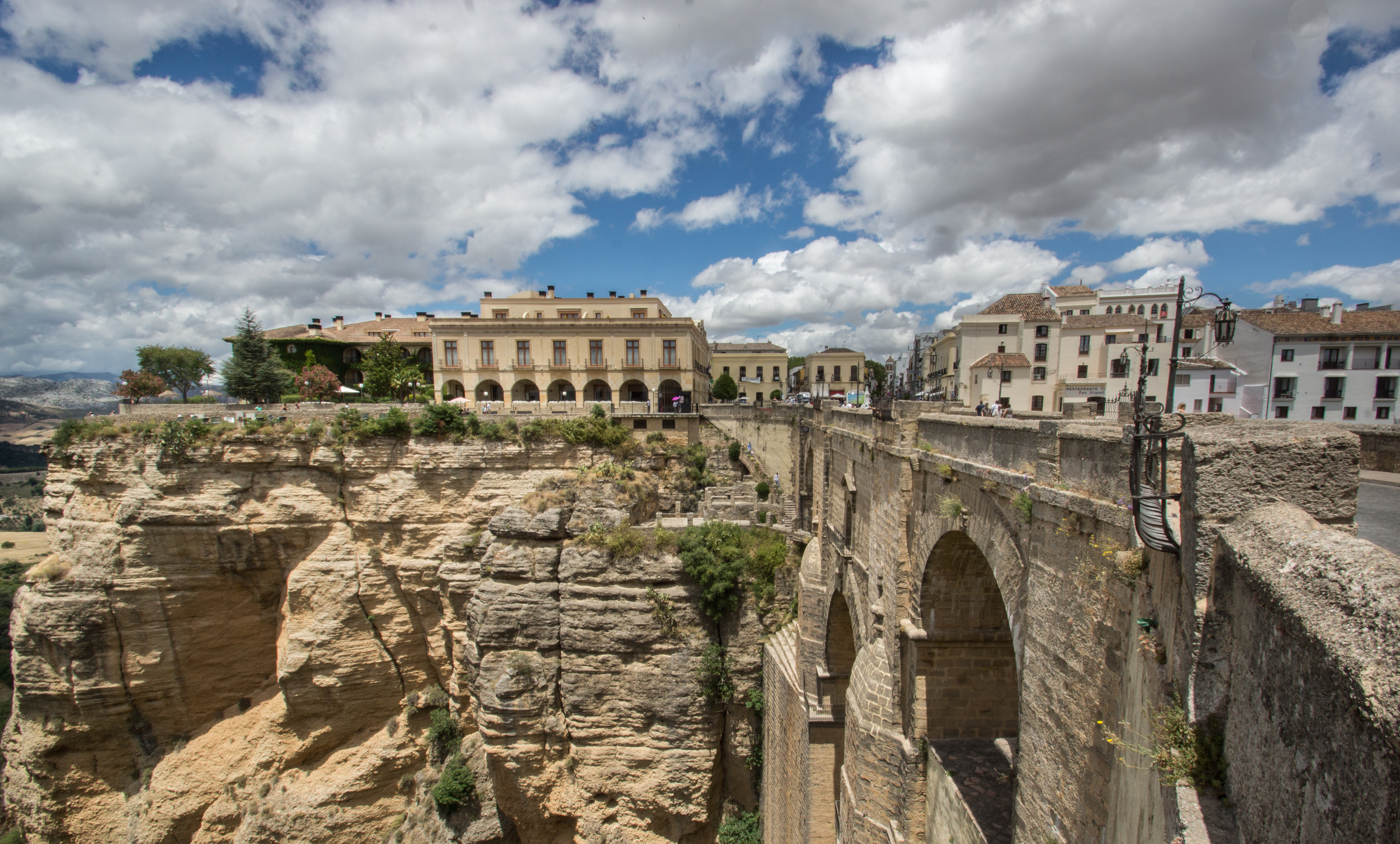
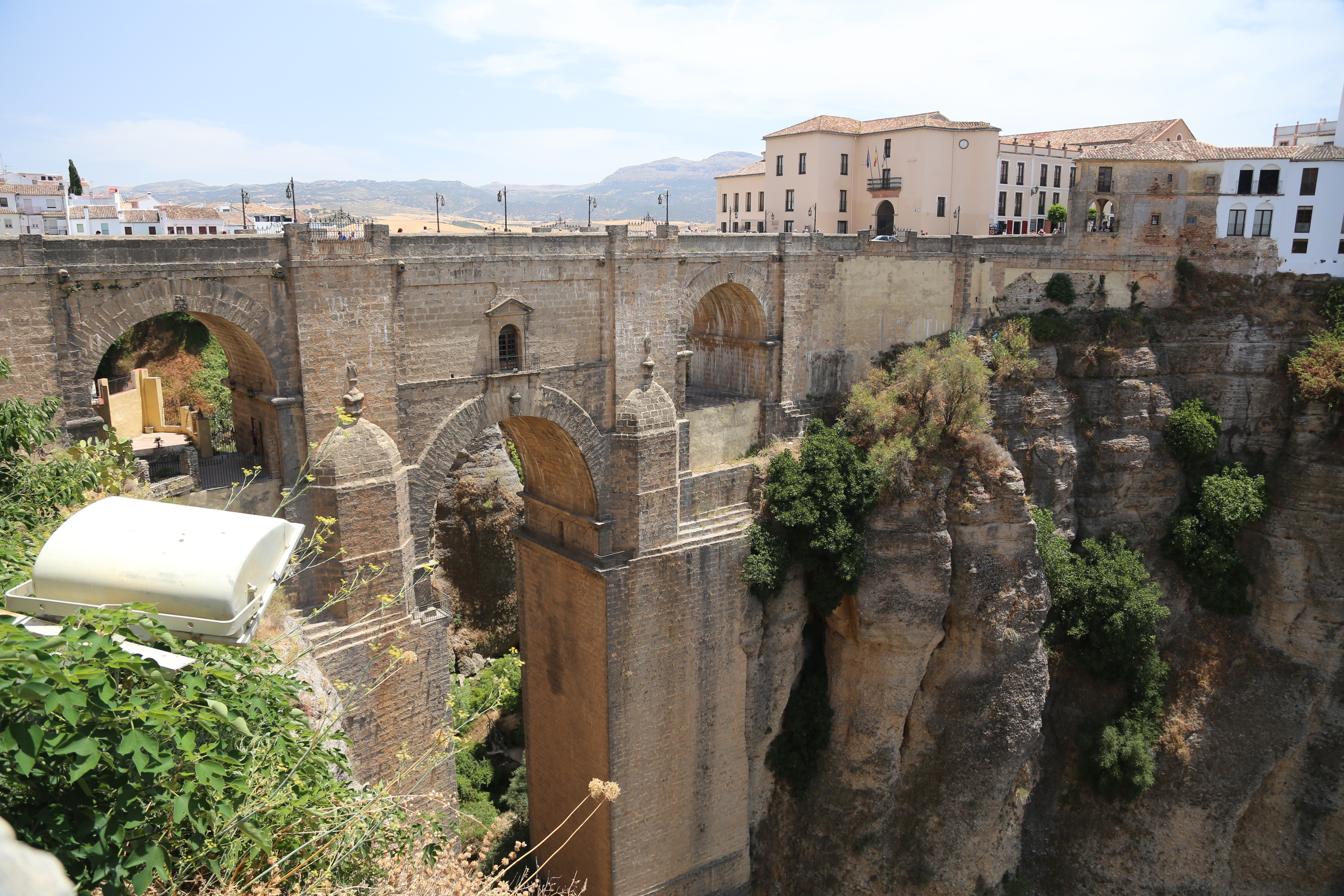
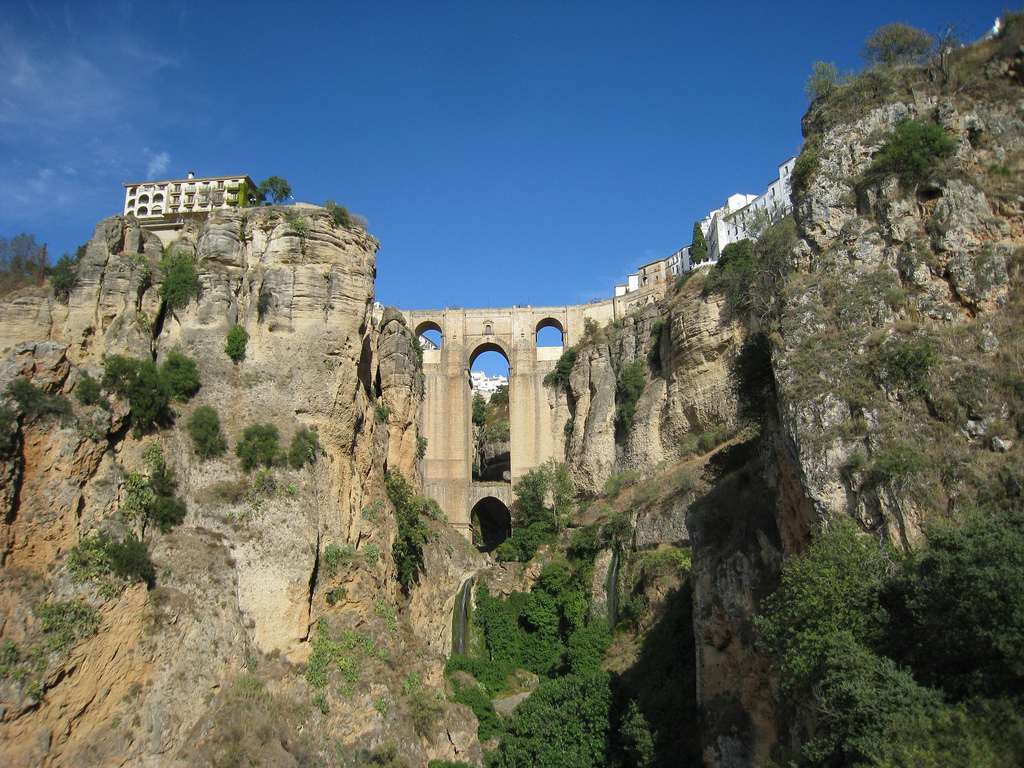